# Grabado en Buenos Aires con Maria Creuza y Toquinho
Grabado en Buenos Aires con Maria Creuza y Toquinho è un album di Toquinho e Vinícius de Moraes, con la partecipazione di Maria Creuza, pubblicato dalla RGE nel 1970.
L'album fu registrato a seguito di una stagione di spettacoli a Buenos Aires, su iniziativa di Vinicius, che aveva invitato ad unirsi a lui Toquinho e Maria Creuza. Nel febbraio precedente, Maria aveva già partecipato con Vinicius e Dorival Caymmi a una tournè nei centri turistici di Punta del Este nella capitale uruguaiana..

## Tracce
1. Copa do mundo (Maugeri, Müller, Sobrinho e Dagô) - 01:12
2. A felicidade (Vinicius de Moraes / Antonio Carlos Jobim) - 03:27
3. Tomara (Vinicius de Moraes) - 04:17
4. Que maravilha (Jorge Ben / Toquinho)- 02:28
5. Lamento no morro (Vinicius de Moraes / Antonio Carlos Jobim) - 02:24
6. Berimbau / Consolação (Vinicius de Moraes / Baden Powell) - 02:46
7. Irene (Caetano Veloso) - 02:33
8. Canto de Ossanha (Vinicius de Moraes / Baden Powell) - 03:05
9. Garota de Ipanema (Vinicius de Moraes / Antonio Carlos Jobim) - 02:23
10. Samba em prelúdio (Vinicius de Moraes / Baden Powell) - 03:49
11. Catendé (Antônio Carlos e Jocafi / Ildásio Tavares) - 05:10
12. Valsa da Tunisia (Vinicius de Moraes) - 03:08
13. Eu sei que vou te amar (Vinicius de Moraes / Antonio Carlos Jobim) - 03:28
14. Minha namorada (Vinicius de Moraes / Carlos Lyra) - 03:57
15. Se todos fossem iguais a você (Vinicius de Moraes / Antonio Carlos Jobim)- 02:57

## Personnel
- Vinícius de Moraes - testi
- Maria Creuza – voce
- Toquinho – arrangiamenti, voce, chitarra
- Enrique Roizner - batteria